# Corixogryllus
Corixogryllus is een geslacht van rechtvleugeligen uit de familie krekels (Gryllidae). De wetenschappelijke naam van dit geslacht is voor het eerst geldig gepubliceerd in 1900 door Bolívar.

## Soorten
Het geslacht Corixogryllus  is monotypisch en omvat slechts de volgende soort:
- Corixogryllus abbreviatus (Bolívar, 1900)